# デヴィッド・トリンブル
トリンブル男爵ウィリアム・デヴィッド・トリンブル（William David Trimble, Baron Trimble、1944年10月15日 - 2022年7月25日）は、北アイルランドの政治家。初代の北アイルランド自治政府首相、アルスター統一党党首を務めた。2006年にイギリス貴族院の一代貴族に叙せられた。

## 人物
1964年から1968年までベルファストのクイーンズ大学ベルファストで教育を受けた。そして、1981年から1989年までクイーンズ大学ベルファストの法学部教授を務めた。
北アイルランド和平（ベルファスト合意の採択）に貢献したとして、ジョン・ヒューム社会民主労働党党首とともに、1998年のノーベル平和賞を受賞した。
2022年7月25日、77歳で死去。